# 洞窟修道院
洞窟修道院（どうくつしゅうどういん）とは、洞窟内に設置された修道院である。

## 一覧
- キエフ・ペチェールシク大修道院
- ゲガルド修道院
- ギョレメ渓谷（カッパドキアなど） ‐ トルコ
- ダヴィド・ガレジ複合修道院 - ジョージア
- ヴァルジア石窟都市遺跡（英語版） - ジョージア

ギリシア
- メテオラ
- アトス山